# Apokromatisk

Den apokromatiska linsen samlar de tre våglängderna till ett gemensamt fokalplan.

Apokromatisk (förkortning: APO) är en teknisk term inom optiken av objektiv. 

## Definition av apokromatisk lins
I en kameras optik finns ett antal linser. I en normalt utformad lins bryts ljus med olika våglängder olika mycket, vilket ger upphov till kromatisk aberration. En apokromatisk lins är utformad på ett sådant sätt att ljus med tre olika våglängder har samma fokallängd. Spridning i fokalavstånd och skärpan blir därmed en storleksordning bättre än i en akromatisk lins där enbart två våglängder har samma fokallängd.

## Fördelar
Fördelen med apokromatiskt utformade linser är att bilder tagna med APO-optik blir bättre, det vill säga skarpare.

## Nackdelar
Nackdelen med APO-optik är att optiken normalt kostar mer är motsvarande optik utan APO.